# 第20回ロサンゼルス映画批評家協会賞
第20回ロサンゼルス映画批評家協会賞は、ロサンゼルス映画批評家協会によって1994年の映画に贈られた映画賞である。1994年12月10日に行われた。

## 受賞
- 主演男優賞: 
  - ジョン・トラボルタ – 『パルプ・フィクション』

- 主演女優賞:
  - ジェシカ・ラング – 『ブルースカイ』

- 撮影賞:
  - ステファン・チャプスキー - 『エド・ウッド』

- 監督賞: 
  - クエンティン・タランティーノ - 『パルプ・フィクション』

- ドキュメンタリー賞: 
  - 『フープ・ドリームス』

- 作品賞:
  - 『パルプ・フィクション』

- 外国映画賞:
  - 『トリコロール/赤の愛』 ( ポーランド フランス スイス)

- アニメ映画賞:
  - 『ライオン・キング』

- 音楽賞: 
  - ハワード・ショア - 『エド・ウッド』

- 美術賞:
  - デニス・ガスナー - 『未来は今』

- 脚本賞:
  - 『パルプ・フィクション』 - クエンティン・タランティーノ、ロジャー・エイヴァリー

- 助演男優賞: 
  - マーティン・ランドー - 『エド・ウッド』

- 助演女優賞: 
  - ダイアン・ウィースト - 『ブロードウェイと銃弾』

- 生涯功労賞:
  - ビリー・ワイルダー

- ニュー・ジェネレーション賞:
  - ジョン・ダール - 『レッドロック/裏切りの銃弾』、『甘い毒』

- 映画批評家生涯功労賞
  - ポーリン・ケイル